# Szár, Fejér
Szár (în germană Saar)  este un sat în districtul Bicske, județul Fejér, Ungaria, având o populație de 1.646 de locuitori (2011).

## Demografie
Componența etnică a satului Szár
     Maghiari (73,04%)
     Germani (25,8%)
     Necunoscut (0,61%)
     Alții (0,56%)
Componența confesională a satului Szár
     Romano-catolici (54,68%)
     Fără religie (12,39%)
     Reformați (7,84%)
     Atei (1,28%)
     Necunoscută (22,48%)
     Alte religii (2,25%)
Conform recensământului din 2011, satul Szár avea 1.646 de locuitori. Din punct de vedere etnic, majoritatea locuitorilor (73,04%) erau maghiari, cu o minoritate de germani (25,8%). Apartenența etnică nu este cunoscută în cazul a 0,61% din locuitori.  Din punct de vedere confesional, majoritatea locuitorilor (54,68%) erau romano-catolici, existând și minorități de persoane fără religie (12,39%), reformați (7,84%) și atei (1,28%). Pentru 22,48% din locuitori nu este cunoscută apartenența confesională.